# Itacaré
Itacaré là một đô thị thuộc bang Bahia, Brasil. Đô thị này có diện tích 730,28 km², dân số năm 2007 là 17893 người, mật độ 24,5 người/km².